# 克里奥尔语列表
克里奧爾語是一種穩定的自然語言，由不同語言的混合發展而來。克里奧爾語和作為兩個或多個群體之間交流方式的簡化形式的皮欽語不同，克里奧爾語是一種完整的語言，在社區中使用並被兒童作為母語習得。
這個克里奧爾語列表連結到維基百科關於語言來源識別為克里奧爾語的文章。

## 基於印歐語系的克里奧爾語

### 基於日耳曼語族的克里奧爾語

#### 基於英語的克里奧爾語
- 澳大利亞克里奧爾語（英语：Australian Kriol），基於英語，在西澳大利亞、北領地和北昆士蘭的部分地區使用
- 巴哈馬克里奧爾語（英语：Bahamian Creole），在巴哈马使用的英語克里奧爾語
- 巴詹克里奧爾語（英语：Bajan Creole），以英語為基礎，在巴巴多斯使用
- 伯利茲克里奧爾語（英语：Belizean Creole），在伯利兹使用的英語克里奧爾語
- 比斯拉马语，一種基於英語的克里奧爾語，在瓦努阿图使用
- 喀麥隆皮欽語一種基於英語的克里奧爾語，在喀麦隆使用
- 斐濟克里奧爾語（英语：Pidgin Fijian）在斐濟使用的英語克里奧爾語
- 古拉語，在美國北卡罗来纳州和南卡罗来纳州、喬治亞州和佛罗里达州東北部的沿海地區使用
- 圭亞那克里奧爾語（英语：Guyanese Creole），以英語為基礎，在圭亚那使用
- 夏威夷英語，夏威夷原住民和美國英語的混合物
- 塞拉利昂克里奧爾語（英语：Krio language），一種以英語為基礎的克里奧爾語，在塞拉利昂使用
- 牙买加方言，基於英語的克里奧爾語，在牙买加使用
- 利比里亞克里奧爾語（英语：Liberian Kreyol），在利比里亚使用
- 尼日利亞克里奧爾語（英语：Nigerian Creole），在奈及利亞使用的英語克里奧爾語
- 恩久卡語（英语：Ndyuka language），在蘇里南使用的英語克里奧爾語，也是唯一使用自己字母表的克里奧爾語
- 皮特肯語和諾福克語在皮特凯恩群岛和诺福克岛使用英語
- 马来西亚式英语，基於英語，在馬來西亞使用
- 聖安德烈斯-普羅維登西亞克里奧爾語（英语：San Andrés–Providencia Creole），在哥伦比亚（聖安德烈斯和普羅維登西亞群島）使用的英語克里奧爾語
- 新加坡式英語，以英語為基礎的克里奧爾語，在新加坡使用
- 洋涇浜英語
- 巴布亞皮欽語：巴布亞新幾內亞的官方語言，也是該國使用最廣泛的語言。
- 湯加克里奧爾語（英语：Tongan language），在湯加使用的基於英語的克里奧爾語
- 托雷斯海峽克里奧爾語（英语：Torres Strait Creole），或布羅坎語，在澳大利亚東北部、托雷斯海峽和巴布亞西南部使用
- 特立尼達克里奧爾語（英语：Trinidadian Creole），基於英語，在特立尼達使用
- 中古英語克里奧爾假設（英语：Middle English creole hypothesis），此理論假設中古英语是種克里奧爾語
- 聖基茨克里奧爾語（英语：Saint Kitts Creole）是圣基茨岛和尼维斯岛大約40,000人使用的背風加勒比克里奧爾英語方言。聖基茨克里奧爾語沒有官方語言的地位。
- 利蒙克里奥尔语
- Bocas del Toro Creole（英语：Bocas del Toro Creole）
- 米斯基托语（英语：Miskito Coast Creole）
- Kwinti language（英语：Kwinti language）

#### 基於荷蘭語的克里奧爾語
- 維京群島克里奧爾荷蘭語（英语：Negerhollands）
- 伯比斯克里奧爾荷蘭語（英语：Berbice Creole Dutch）
- 斯克皮克里奧爾荷蘭語（英语：Skepi Creole Dutch）
- 蘇利南語，一種在蘇里南使用的通用語
- 南非語（有爭議）

#### 基於德語的克里奧爾語
- 膠州灣皮欽德語（英语：Kiautschou German pidgin）
- 拉包爾克里奧爾德語
- 納米比亞黑德語
- 貝爾格拉諾德語
- Wede（英语：Wede）
- Gastarbeiterdeutsch（英语：Gastarbeiterdeutsch）

### 基於羅曼語族的克里奧爾語
- 地中海通用語（英语：Mediterranean Lingua Franca）

#### 基於法語的克里奧爾語
- 安的列斯克里奧爾語，在法屬西印度群島使用的法語克里奧爾語
- 法屬圭亞那克里奧爾語是一種以法語為基礎，使用於法屬圭亞那
- 海地克里奧爾語是一種以法語為基礎，使用於海地，同時也是海地的官方語言
- 路易斯安那克里奧爾語（英语：Louisiana Creole）一種以法語為基礎的克里奧爾語，主要在路易斯安那州使用
- 毛里求斯克里奧爾語是一種在毛里求斯使用的法語克里奧爾語
- 塞席爾克里奧爾語是一種在塞席爾使用的法語克里奧爾語
- 留尼汪克里奧爾語是一種在留尼旺島使用的法語克里奧爾語
- 聖盧西亞克里奧爾語（英语：Saint Lucian Creole），以法語和英語為基礎，在聖盧西亞使用
- 梅蒂斯法语（英语：Métis French），基於克里語和法語的克里奧爾語，梅蒂斯人的傳統語言之一。
- 西陪語

#### 基於葡萄牙語的克里奧爾語
- 安諾波內斯（英语：Annobonese Creole），赤道幾內亞安諾邦的葡萄牙語克里奧爾語
- 帕皮阿門托語
- 克里斯坦语，新加坡及马六甲部分欧亚人的母语

#### 基於西班牙語的克里奧爾語
- Palenquero（英语：Palenquero）
- 查瓦卡诺语

#### 基於意大利語的克里奧爾語
- 厄立特里亚厄立特里亚克里奥尔语（英语：Italian Eritrean）

#### 基於其他拉丁語族的克里奧爾語
- 卡洛語，基于伊比利亞羅曼語言和羅姆語的克里奧爾語。

### 基於斯拉夫語族的克里奧爾語
- 斯拉夫共通語，基於斯拉夫語族的混合語。

#### 基於俄語的克里奧爾語
- 中俄混合語
- 挪威俄語
- 烏俄語
- 俄白語
- 阿留申俄語（俄语：Алеутско-медновский язык）
- 泰梅尔皮欽俄語（英语：Taimyr Pidgin Russian），恩加纳桑人使用的一種皮欽語。

### 基於印度伊朗語族的克里奧爾語
- 维达語（英语：Vedda language），维达人的民族語言，一說為基於古維達語和僧伽羅語的克里奧爾語。

#### 基於孟加拉-阿萨姆语支的克里奧爾語
- 那加克里奥尔语，那加人使用的一種基於阿薩姆語的克里奧爾語。
- 比什努普里亚-曼尼普尔语，在南亞東北部一帶使用的一種基於曼尼普爾語和孟加拉-阿薩姆語（英语：孟加拉-阿萨姆语支）的克里奧爾語。

#### 基於印地斯坦語的克里奧爾語
- 安達曼克里奧爾印地語（英语：Andaman Creole Hindi），在安達曼群島使用的一種基於印地語的克里奧爾語。
- 孟買印地語（英语：Bombay Hindi）
- 哈夫隆印地語（英语：Haflong Hindi），在阿薩姆邦底马哈撒县使用的一種基於印地語的克里奧爾語。

## 基於巴斯克語的克里奧爾語
- 冰島巴斯克皮欽語（英语：Basque–Icelandic pidgin）
- 阿爾岡昆巴斯克皮欽語（英语：Algonquian–Basque pidgin）

## 基於南島語系的克里奧爾語

### 基於其他南島語言的克里奧爾語
- 奥宁语（英语：Onin language）
- 海上波利尼西亞皮欽語（英语：Maritime Polynesian Pidgin）
- 蒂尼托語（英语：Te Parau Tinito），基於大溪地語的克里奧爾語，多半由在大溪地的華裔法屬波里尼西亞人的老一輩人所使用。
- 希里摩图语

## 基於漢藏語系的克里奧爾語

### 基於漢語的克里奧爾語

#### 基於官話的克里奧爾語
- 甘溝話
- 東干語
- 協和語
- 唐汪话
- 河州話
- 五屯話
- 伶话
- 希里布語，也叫水磨房话
- 新加坡式华语
- 倒話
- 嘉米话
- 塔茲語
- 軍家話
- 岷江话
- 贛榆話
- 天津話
- 老國音

#### 基於閩語的克里奧爾語
- 相滥掺话
- 吉蘭丹福建話
- 香蕉白話，南台灣平埔原住民族群使用的幾種基於台灣閩南話和大武壠語的克里奧爾語及文字遊戲
- 大田話
- 邵將話
- 中山閩語
- 浙南閩語

#### 基於其他漢語的克里奧爾語
- 畬話
- 平地瑤話
- 诶话
- 猫家话
- 八峒瑶話
- 優念話
- 孔夫話
- 東江本地話
- 邁話
- 富馬話
- 瓦鄉話
- 疍家話

## 基于日语的克里奥尔语
- 寒溪語，宜蘭泰雅族使用的一種基於日語的克里奧爾語。
- 協和語，基於漢語和日語的克里奧爾語。
- 横滨皮钦日语
- 小笠原语
- Bamboo English（英语：Bamboo English）
- 台灣日語
- 琉球日語
  - 奄美日语

## 基於美洲原住民語言的克里奧爾語

### 基於克里語的克里奧爾語
- Michif（法语：Michif），基於克里語和梅蒂斯法语（英语：Métis French）的克里奧爾語，梅蒂斯人的傳統語言之一。
- 紅河話，基於克里語和蘇格蘭蓋爾語的克里奧爾語，梅蒂斯人的傳統語言之一。

### 基於因紐特語系的克里奧爾語
- West Greenlandic Pidgin（英语：West Greenlandic Pidgin）
- 因紐特皮欽英語（英语：Inuktitut-English Pidgin）
- 愛斯基摩貿易混合語（英语：Eskimo Trade Jargon），基於因紐特語支（英语：Inuit languages）的混合語

### 基於其他美洲原住民語言的克里奧爾語
- Mobilian Jargon（英语：Mobilian Jargon），美洲原住民（特別是马斯科吉人)曾使用的一種基於Muskogean languages（英语：Mvskoke）語系的混合語。
- 奇努克混合語（英语：Chinook Jargon），基於奇努克語（英语：Chinookan languages）、努特卡混合語（英语：Nootka Jargon）的混合語。
- 努特卡混合語（英语：Nootka Jargon），基於瓦卡希语系（英语：Wakashan languages）（特別是努查努阿特语）的混合語。

## 基於其他語言的克里奧爾語
- 三鍬話，基於侗語和苗語的混合語。

- 廓克蒙查克语

- 哈米尼干語

- 桑戈语，基于恩巴恩迪语的克里奧爾語。

- Barikanchi Pidgin（英语：Barikanchi Pidgin），基於豪薩語的克里奧爾語。

- 沃洛夫皮钦语（英语：Pidgin Wolof），基於沃洛夫語的克里奧爾語。

- 輕瓦爾皮瑞語，基於瓦爾皮瑞語的克里奧爾語。

- 斐濟皮欽語（英语：Pidgin Fijian），在斐濟的一種混合多種語言的皮欽語。